# Palais Valori-Altoviti

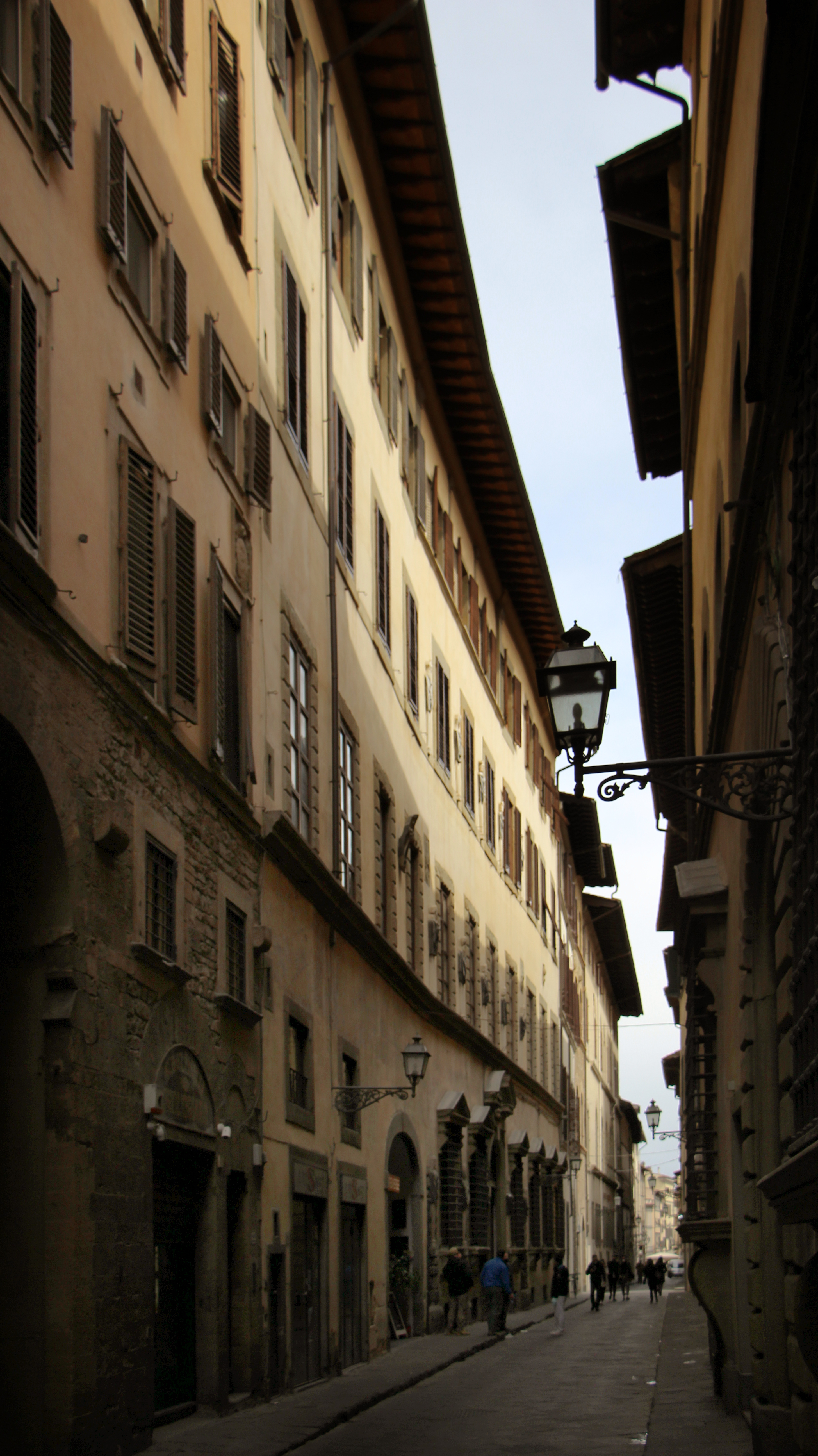
La façade

Le palais Valori-Altoviti (en italien Palazzo Valori-Altoviti ou Palazzo dei Visacci par dérision, qu'on peut traduire par « palais des Tristes Figures ») est un palais de Florence, renommé pour les nombreux bustes de notabilités traités en hermès figurant sur sa façade, dus à l'architecte et sculpteur Giovanni Battista Caccini qui les réalisa de 1660 à 1664.
Il est situé au 18, Borgo degli Albizi, une rue dans le prolongement de la via del Corso du centre historique.

## Histoire
Construit par la famille Albizzi, il devient ensuite la propriété des Valori, branche des Albizzi.
Pour l'opposition du condottiere Baccio Valori (1477-1537) au régime de Cosme Ier de Médicis et sa participation à la bataille de Montemurlo, le palais faillit lui être confisqué. Baccio Valori échappa à cette condamnation du fait du mariage d'une Valori à un membre des Alessandri.
On doit à Baccio Valori il Giovane, homme lettré sous le régime de Ferdinand Ier de Médicis, l'aspect actuel du palais, agrandi par l'adjonction des deux maisons voisines (dont celle de gauche des Pazzi).
Il commissionna Giovanni Battista Caccini pour quinze bustes en façade (1660-1664) rendant hommage aux grands hommes florentins et aux notables de son temps.
Par un autre lien familial le palais passa aux Guicciardini en 1687, qui le firent remanier par Antonio Maria Ferri au début du XVIIIe siècle. 
La fille unique des Guicciardini, Virginia, épousa Giovan Gaetano Altoviti et sa famille qui le possède encore aujourd'hui lui donne son nom actuel.
Il fut confié à Luca Giordano de fresquer les plafonds des deux salles.

## Les bustes
Rez-de-chaussée
1. Accursius
2. Pietro Torrigiano Rustichelli
3. Marsilio Ficino
4. Donato Acciaiuoli
5. Piero Vettori

Deuxième étage
1. Amerigo Vespucci
2. Leon Battista Alberti
3. Francesco Guicciardini
4. Marcello Virgilio Adriani
5. Vincenzo Borghini

Troisième étage
1. Giovanni della Casa
2. Giovanni Boccaccio
3. Dante Alighieri
4. Francesco Petrarca
5. Luigi Alamanni

Bustes du passage dispersés
1. Sant'Antonino Pierozzi
2. San Filippo Neri
3. Luigi Marsili
4. Lorenzo il Magnifico
5. Bartolomeo Cavalcanti

Les bustes du bas
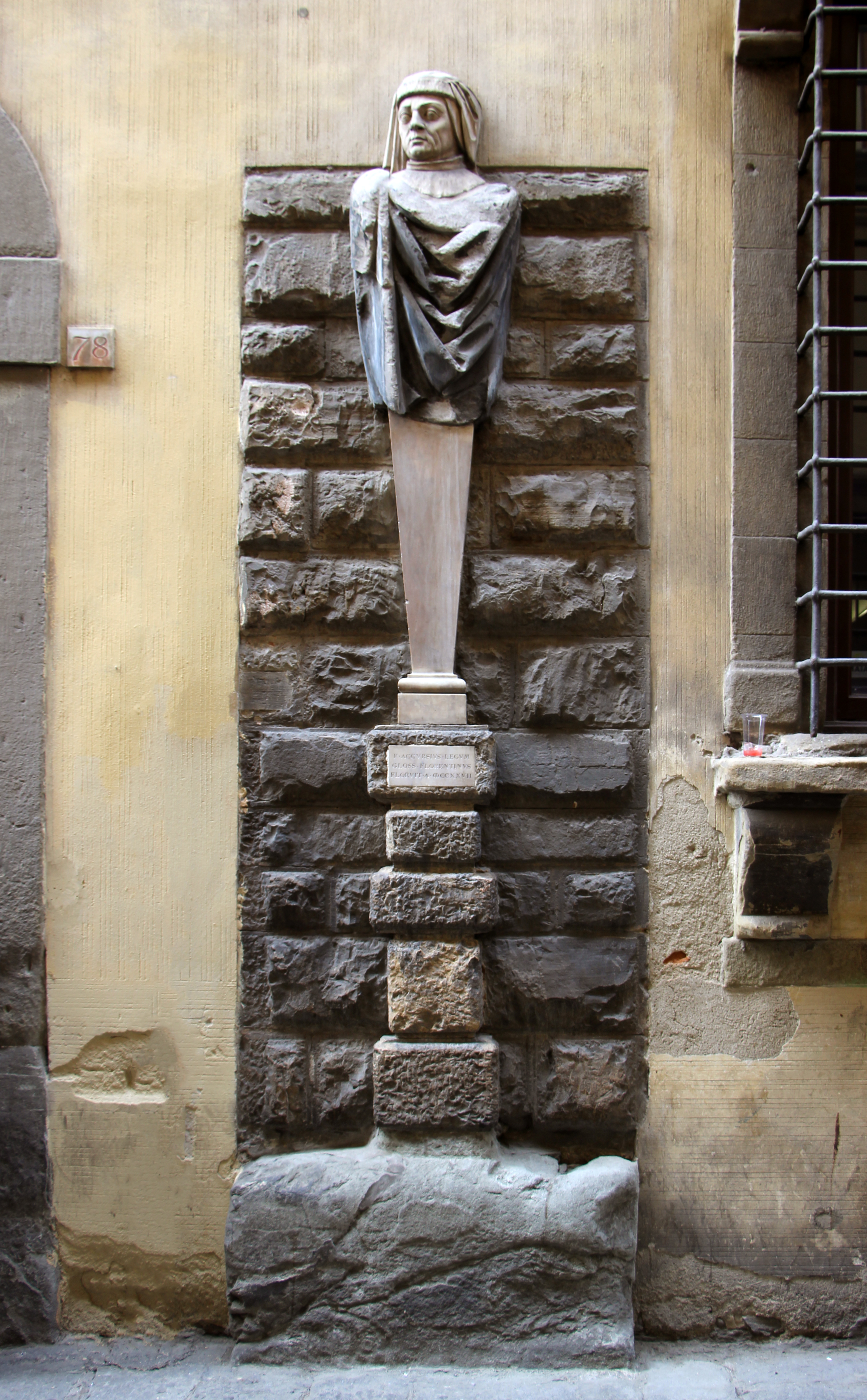
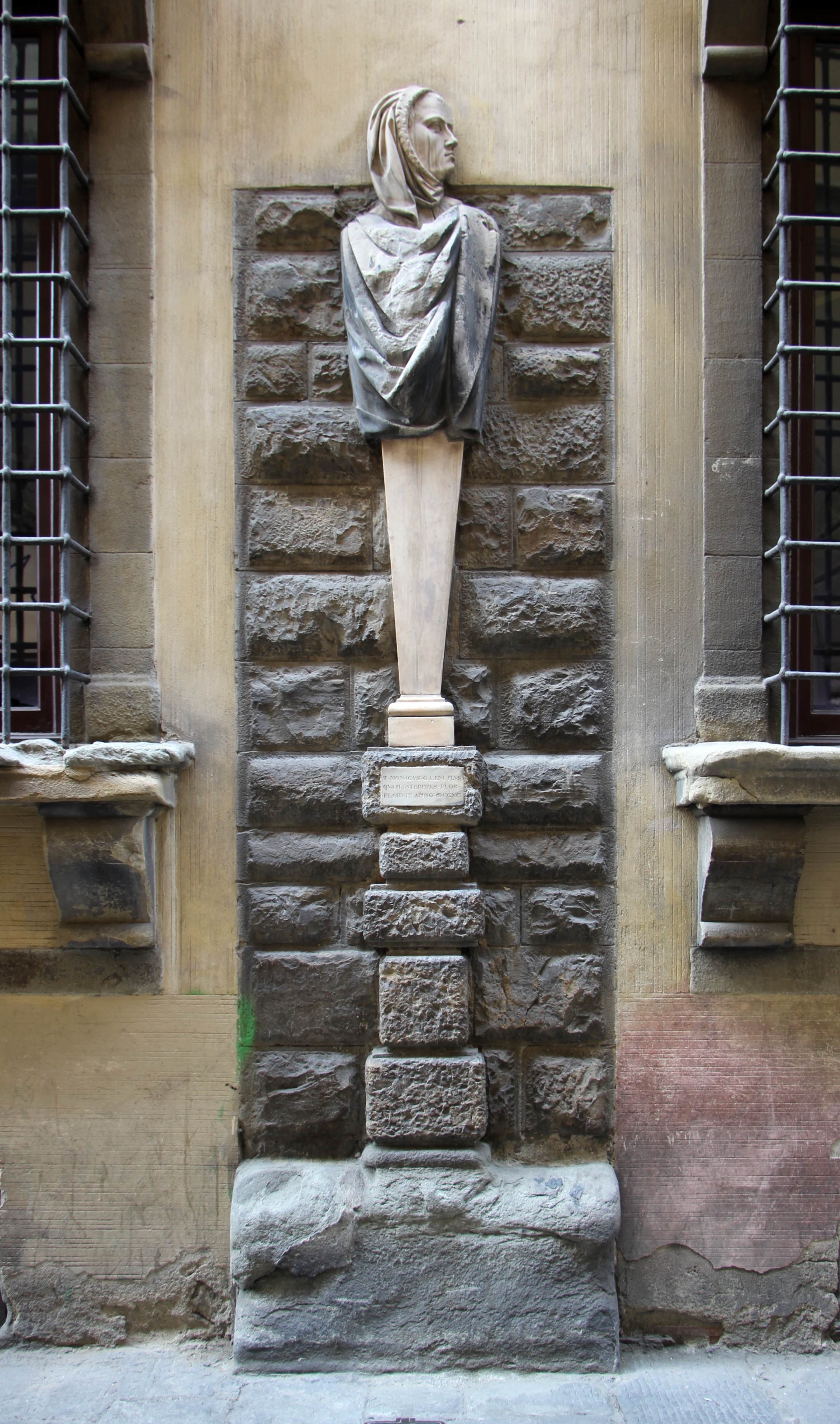
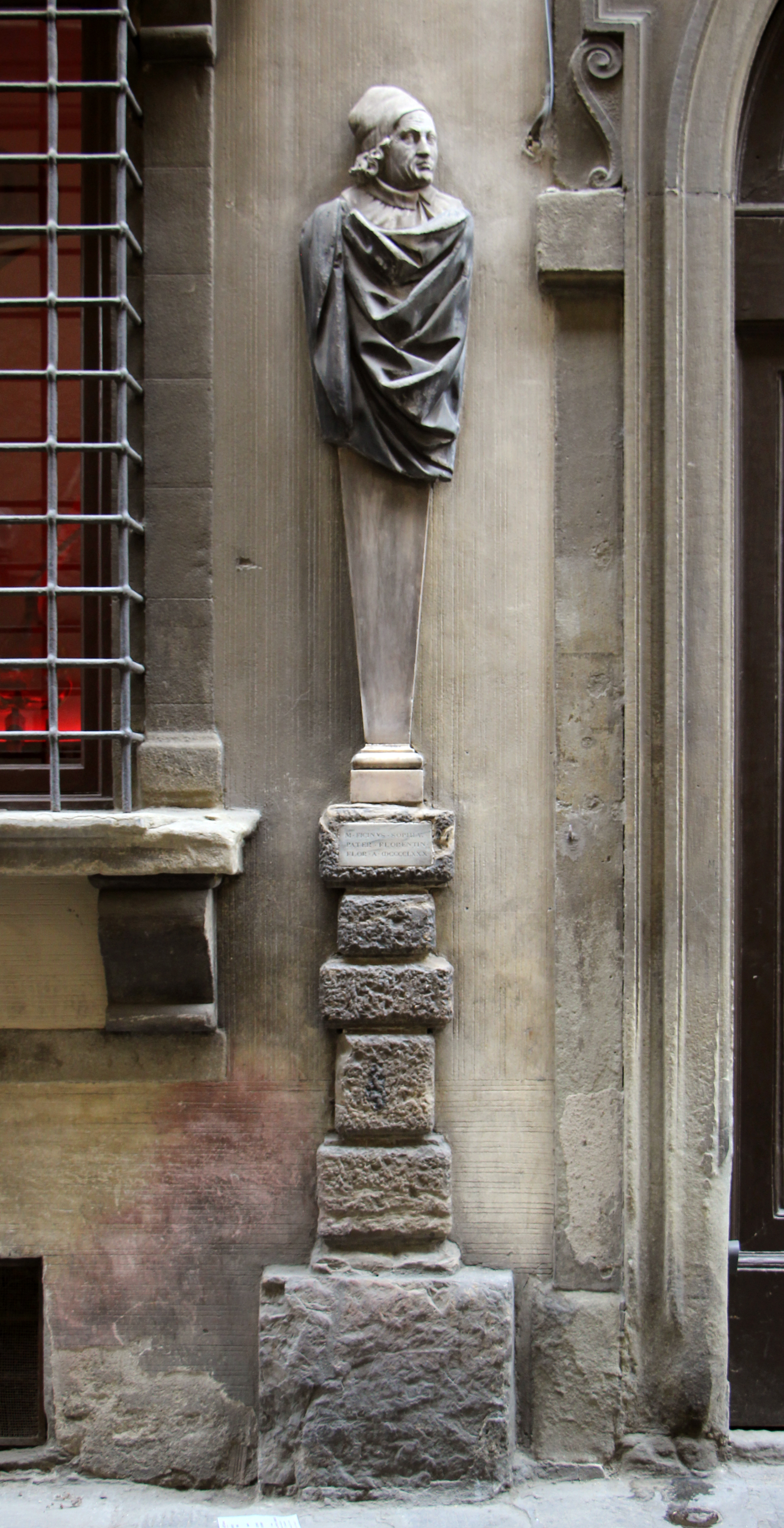
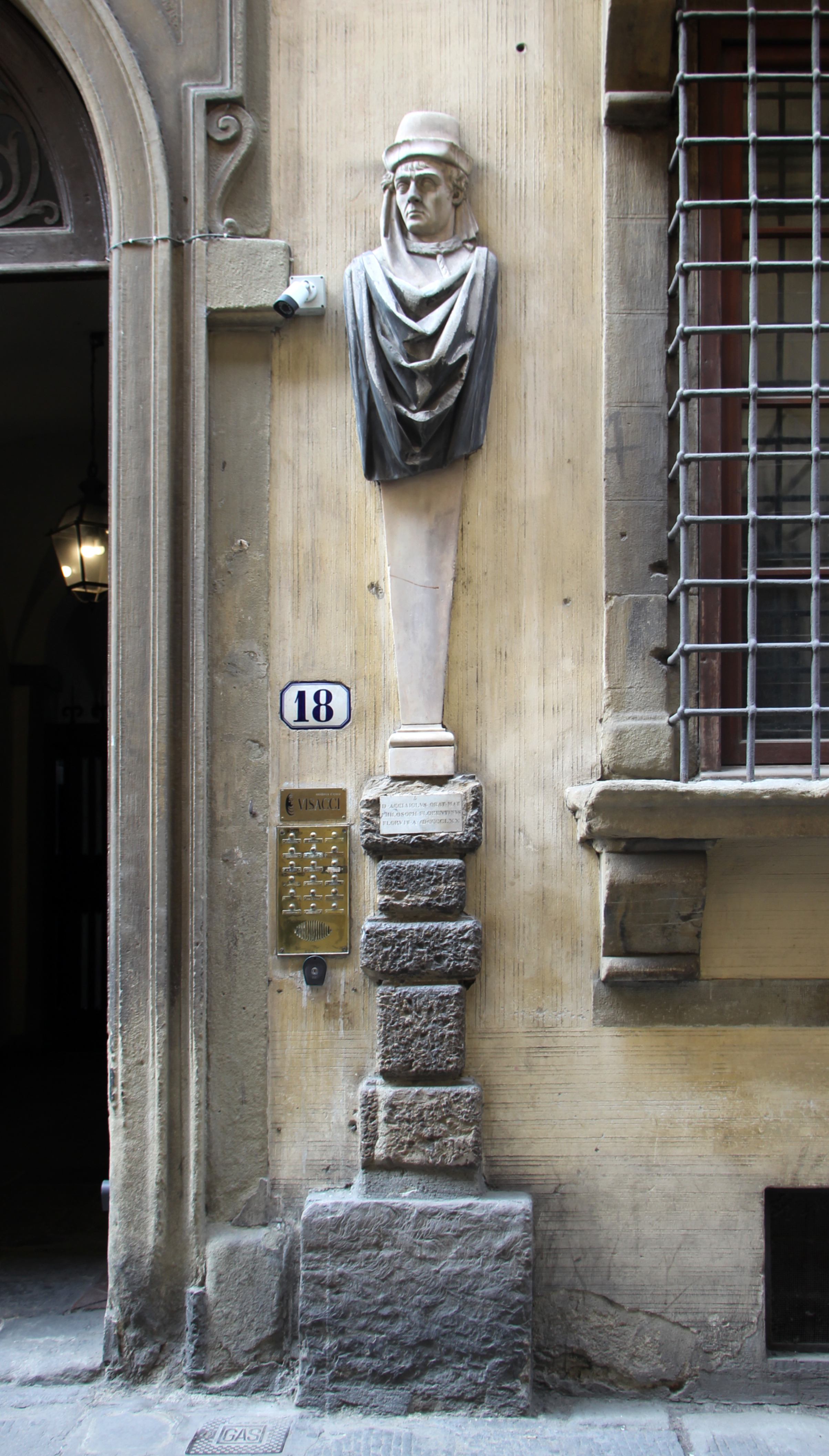
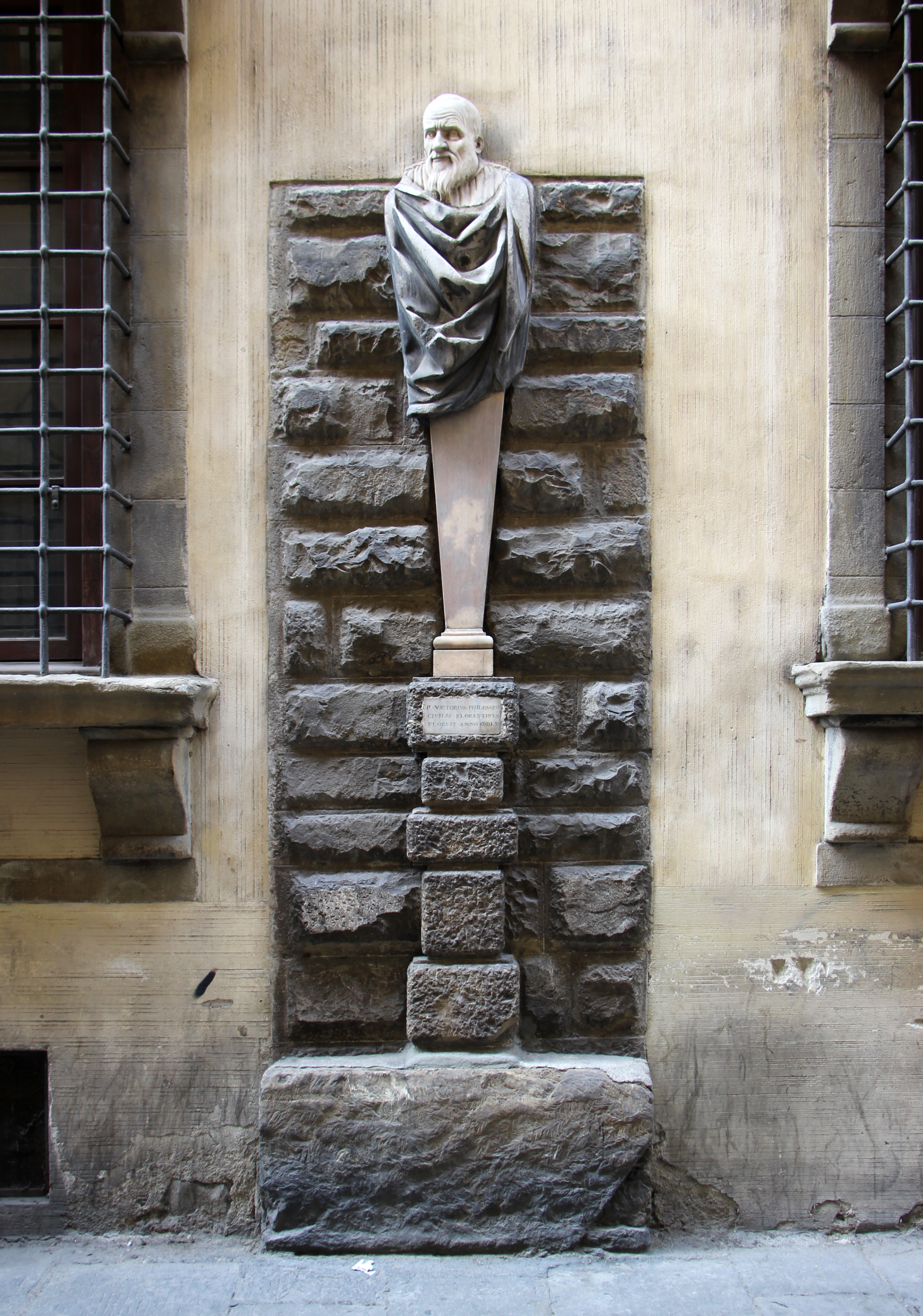